# Billy Murray
William Thomas "Billy" Murray (født 25. maj 1877, død 17. august 1954) var en amerikansk sanger, der var en af de mest populære i USA i begyndelsen af 1900-tallet. Han var en stor stjerne inden for vaudeville og indspillede et væld at grammofonplader i sin karriere.